# Светски дан хуманитарности
Светски дан хуманитарности (енгл. World Humanitarian Day) се обележава сваког 19. августа по одлуци Генералне скупштине Уједињених нација са циљем одавања признања хуманитарцима и онима који су погинули радећи у хуманитарне сврхе.   

## Историјат
Светски дан хуманитарности је одредила Генерална скупштина Уједињених нација као део Резолуције Генералне скупштине А/63/Л.49 коју је спонзорисала Шведска о јачању координације хитне помоћи Уједињених нација. Обележава се 19. августа на дан сећања смрти тадашњег специјалног представника генералног секретара Уједињених нација у Ираку Сержиа Вијеира де Мела и двадесет и једног његовог колегу убијених у бомбардовању седишту Уједињених нација у Багдаду.
Светски дан хуманитарности је први пут обележен 19. августа 2009. Наредне године је организован на одређену тему, фокус је био на актуелном раду и достигнућима хуманитарних радника на терену, са темом „Ми смо хуманитарни радници”. Кампања из 2011. године „Људи помажу људима” је била инспирисана духу хуманитарног рада у свету. Кампања из 2012. „Био сам овде” је била о остављању трага кроз чињење доброг дела негде или за неког другог. У кампањи је учествовало више од милијарду људи широм света, подржала ју је Бијонсе са спотом I Was Here прегледан више од педесет милиона пута. Године 2013. је покренут пројекат „Свету треба више…”.

## Сержио Вијера де Мало
Сержио Вијера де Мало је био држављанин Бразила, тридесет година је посветио Уједињеним нацијама радећи у неким од најизазовнијих хуманитарних ситуација на свету како би дошао до жртава оружаних сукоба, ублажио њихову патњу и скренуо пажњу на њихову ситуацију. Убијен је 19. августа 2003. године у Багдаду током бомбардовања.
Године 2006. су његова породица и блиски пријатељи основали Фондацију „Сержио Вијеира де Мело” посвећену наставку његове недовршене мисије подстицања дијалога између заједница и ублажавања тешког положаја жртава хуманитарних криза. Годишње додељују награду „Сержио Вијеира де Мело”, организују Меморијална предавања „Сержио Вијеира де Мело” једном годишње и додељују стипендије „Сержио Вијеира де Мело” за заговарање безбедности и независности хуманитарних актера. 
На Светски дан хуманитарности одају почаст свим хуманитарним радницима који су поднели жртве да би свет учинили бољим местом за све жртве хуманитарне кризе и охрабрују колеге који се баве хуманитарним радом. Сарађују са свим владама, Уједињеним нацијама, међународним и невладиним организацијама како би овај дан обележили сваке године док Канцеларија Уједињених нација за координацију хуманитарних питања улаже напоре у планирању и вођењу обележавања Светског дана хуманитарности широм света.